# ぶったま!
ぶったま!は、関西テレビで毎週土曜日の9:55 - 11:42 (JST) に放送されていた関西ローカルの情報番組であり、生放送されていた。ハイビジョン制作。

## 概要
関西テレビが土曜午前の情報番組として、2003年4月5日にスタートした『ぶっちゃけ!生タマゴン』が、番組タイトルを略した「ぶったま!」と改題し、内容と放送時間もリニューアルして、2005年4月2日から番組を開始。メインキャスターは、「ぶっちゃけ! - 」から引き続き、大平サブローが務めた。
番組のコンセプトは「“関西らしい”ワイドショー」をキャッチフレーズに制定し、「ぶったま!」は、より関西チックなノリのワイドショーになる事を目的とし、大阪・関西をより元気にしていく番組を目指した。
番組構成は3部構成となっており、第1部は阪神タイガースを中心としたプロ野球の話題で、関西テレビにとって当番組を阪神の応援番組と位置づけていた。第2部は一週間に起こった国内外の政治・社会・芸能の話題をコメンテーターが解説し、井戸端し、第3部は企画物のロケコーナーの構成となっている。
2009年、関西テレビの10月改編発表にて、9月いっぱいで終了する事が発表され、番組終了。その後、放送枠は再放送枠となり、自社制作枠の再開は2016年10月の『よ〜いドン!サタデー』までなく、生放送再開は2023年4月の『LIVEコネクト!』まで待つことになる。

## 出演者

### 番組終了時点
レギュラー
- 大平サブロー
- 月亭八光
- 桂きん枝（落語家）
- 片岡篤史（当時：関西テレビプロ野球解説者）2007年1月 - 2009年9月
- 山本健治（フリーライター）- 2006年4月 - 2009年9月
- 青山繁晴（独立総合研究所 社長）
- 杉本なつみ（当時：関西テレビアナウンサー）- 2006年4月 - 2009年9月
- 宇都宮まき
- ストリーク[3]
- スマイル（2008年4月よりレギュラー出演）
- 林弘典（関西テレビアナウンサー）

準レギュラー
- テンダラー（当時：$10）

### 過去
レギュラーパネラー
- 宮崎哲弥（評論家）
- 魚住りえ（フリーアナウンサー）- 2005年4月2日 - 2009年3月28日
- くまきりあさ美（グラビアアイドル）- 2005年4月2日 - 2009年3月28日
- 広澤克実（野球解説者）- 2005年4月2日 - 2007年1月
- 大林素子（元バレーボール選手・代打屋大林素子がある回だけ出演）
- 中田なおき（代打屋大林素子がある回だけ出演）

## 番組コーナー

### 番組終了時点
- ぶっSPO!

野球解説者の片岡が阪神タイガースを中心としたプロ野球情報を伝えるコーナーで、野球以外のスポーツ情報も紹介。前日に開催された試合のポイントはもちろん、選手の素顔に光を当てたVTR企画を放送する場合がある。
- 代打屋○○

プロ野球OBが草野球チームに出張し、代打で出場するVTRロケ企画。打席の結果はフライが非常に多く、原因として「硬式球」と「軟式球」の違いがあるので三振で終わる事は稀である。
また、試合中にパフォーマンスおどけたり野次ったりしている。
- 代打屋大林素子　（不定期）

大林がバレーボールチームに出向いて助っ人として出場したりコーチする企画で、非常に熱血指導で代打屋とは対照的な雰囲気になっている。アシスタントで中田が出演。
- 広澤ダイエットへの道

現役を終了してから体重が3ケタで未だ増え続けている広沢の体重を2ケタに戻そうという企画。番組降板までではあるが、少しずつだが減少傾向にある。
- NEWSフカヨミ

2009年4月4日分放送分から、ニュース20面相からコーナータイトル変更。一週間に起こった政治・経済・芸能などのニュースや、京阪神各地のニュースから20人の登場人物にスポットを当てる。
その後、青山がニュースのポイントについて解説する。
- 特集企画

ジャンルにとらわれず、政治・経済から芸能までさまざまなネタを大阪チックなノリでVTR取材。
- 関西のグルメ情報

関西周辺のグルメ情報や大阪環状線周辺・大阪府内周辺の立ち呑み屋をレポートする企画。
立ち呑み屋をレポートの担当は岡安譲で、飲むとだんだんキャラが変わっていき、最終的に泥酔してレポートできない状態にまでなってしまうことがある。

### 過去のコーナー
- ニュース20面相

一週間に起こった政治・経済・芸能などのニュースや、関西各地のニュースから20人の登場人物にスポットを当てる。
1つのニュースに対して、週替わりのコメンテーターの青山、宮崎が深掘り解説を加えながら、井戸端を展開する。
2009年4月4日放送分からコーナー名が改題され、芸能編が消滅した。

## タイムテーブル
| 番組タイムスケジュール | 番組タイムスケジュール | 番組タイムスケジュール |
| 時刻                   | 内容                   | 備考 |
| ---------------------- | ---------------------- | --- |
| 9:55.00                |                        | |
| 9:56:40                | オープニング           | 番組OP時にサブローが 「おはようございます!今週末もぶったまをご覧いただきましてありがとうございます」 と挨拶した後、冒頭からタイガースの話題から入る多かったが、 2009年4月以降、一週間のニュースから気になった話題にスポットを当て、 そのニュースの議論を出演者たちと語り合う構成に変更。 |
| 10:00.00               | ぶっSPO!               | このコーナーでシーズンオフの場合、現役選手がゲスト出演する場合もある。 |
| 10:42頃                | 特集企画               | |
| 10:58頃                | ニュース20面相         | 解説するパネラーは、青山と宮崎が週替わりにトークを主導していた。2009年4月以降はコーナー名が変更となる |
| 11:26頃                | ニュース20面相・芸能編 | |
| 11:40頃                | エンディングトーク     | 番組内容の振返り若しくはゲストからの番宣 |

## スペシャル
- 2007年12月1日 9:55 - 『ぶったま! 虎戦士大集合SP』

2007年12月1日に放送された、『カンテーレ人気番組黄金リレー!どこまで行くねん!?7時間半(生)スペシャル!!2007』にて番組内包された。内容は「ぶっSPO!」のスペシャル版で、タイガースの選手、コーチをゲストに迎え2007年の阪神タイガースの総括や裏話等のトークメインの進行。
出演者
- 大平サブロー、魚住りえ（司会）
- 杉本なつみ（アシスタント）
- 桂きん枝、月亭八光、片岡篤史、山本健治、くまきりあさ美（レギュラーパネラー）
- 岩本勉、田丸麻紀、山崎真実（ゲストパネラー）
- 広沢克実[10]、中村豊（共に阪神タイガースコーチ）、狩野恵輔、江草仁貴、渡辺亮、葛城育郎、秀太（スペシャルゲストの当時：阪神タイガース選手）

## スタッフ
放送終了時点
- 構成：萩原芳樹、二宮一泰、鹿島我、近藤一朗、やまだともカズ、野口勉、弘中麻由
- ディレクター：川元敦雄、堀部茂世、辻本賀一、山崎啓仁、脇田直樹
- 演出：川元敦雄
- AP：牛丸善弘
- プロデューサー：中澤健吾
- 映像協力：フジテレビ
- 制作協力：ブリッジ、クリエイティブ勇気
- 制作著作：関西テレビ

### 過去のスタッフ
- プロデューサー：喜多隆
- 演出 :白木啓一郎
- ディレクター : 東田元、繁澤公、木邑裕介、伊野勝久、田辺佳史、山下伸児
- ブレーン : 福ミミ
- 制作協力 : Jワークス、SSSystem